# Zeche
Der Begriff Zeche wird in der deutschen Sprache in mehrfacher Form verwendet und hat dabei eine unterschiedliche Bedeutung. Der Begriff wird in der beruflichen Sprache zur Bezeichnung von beruflichen Verbänden verwendet. Des Weiteren wird er im allgemeinen Sprachgebrauch und in der Bergmannssprache verwendet.

## Wortherkunft
Die Wortherkunft des Begriffes Zeche lässt sich nicht einer Sprache eindeutig zuordnen. In der altgermanischen Sprache gab es die Begriffe „gizehon“ für anordnen und „gezeh“ für geordnet, was wiederum in Bezug auf den angelsächsischen Begriff „tiohh“ den Begriff Zeche als Anordnung, Bestimmung oder Regel bezeichnen lässt. Zudem soll das Wort Zeche ursprünglich die gleiche Herkunft wie das Wort „zehen“ haben, was wiederum eine Rotte oder Gesellschaft von zehn Mann bedeutet. Im Mittelniederdeutschen wird das Wort „te'che“ verwendet, was hier „zeche“ bedeutet. Aus dem Althochdeutschen stammt das Wort zehha, was gemeinsamer Betrag bedeutet. In der ungarischen Sprache gibt es das Wort „ce'h“, was zu Deutsch Zeche bedeutet. Aus dem Slavischen wird der Begriff Zeche von „zdechowuty“ abgeleitet, was aus „zdechowicz“ hergeleitet wird, was auf Deutsch Sammlung heißt.

## Allgemeine Verwendung
Im Mittelhochdeutschen wird das Wort erstmals gegen Ende des 12. Jahrhunderts verwendet. Der Ausdruck bedeutet im Mittelhochdeutschen so viel wie Ordnung oder Reihe und bezeichnete ursprünglich den Zusammenschluss mehrerer Personen. Später nutzte man das Wort Zeche auch als Begriff für einen gemeinsamen Schmaus oder für die dabei gemeinsam verursachten Unkosten. Seit dem 15. Jahrhundert bezeichnet man die an den Wirt zu zahlende Rechnung als Zeche. Wer die Zeche verursacht hatte, der musste die Zeche auch zahlen. Der Begriff Zeche zahlen hielt sich bis zur Mitte des 20. Jahrhunderts und nahm dann sukzessive ab und wurde durch moderne Bezeichnungen ersetzt. Wer ohne die Zeche zu zahlen das Lokal verließ, der prellte die Zeche und beging somit Zechprellerei. Bezahlte ein Gast die Zeche eines anderen Gastes, so hielt er diesen Gast zechfrei. Zur Zeit des Spätmittelhochdeutschen entstand das Verb zechen, was trinken bedeutete. Insbesondere nutzte man das Verb zechen, wenn viel und mit Behagen, also reihum, getrunken wurde. Ein Gast, der viel trank, wurde als Zechgast bezeichnet. Allerdings haben die zu der Zeit entstandenen Worte „zeckfeist“ und „zeckvoll gesoffen“ keinen Zusammenhang mit dem Begriff Zeche für ein Trinkgelage.

## Berufliche Verwendung
Im beruflichen Sprachgebrauch wurde das Wort Zeche gleichbedeutend genutzt, um eine Zunft oder eine Innung zu benennen. Meisterschaftsanwärter mussten sich in Wien in die Zeche des jeweiligen Handwerks einschreiben lassen und Zahlungen für sie leisten. Allerdings wurde der Begriff ab dem 19. Jahrhundert hierfür seltener genutzt. Die Fahne, die eine Innung hatte, wurde als Zechfahne oder Innungsfahne bezeichnet.

## Verwendung im Bergbau
Seit dem 13. Jahrhundert wird der Begriff Zeche nachweislich auch im deutschen Bergbau genutzt. Im Freiberger Bergbau gab es seit der Mitte des 13. Jahrhunderts Häuerzechen, bestehend aus mehreren Personen, die sich zum Betreiben eines Bergwerks zusammengeschlossen hatten. Allerdings wird der Begriff Zeche je nach Bergbauregion unterschiedlich verwendet. Anfangs wurde der Begriff Zeche nur für die jeweilige Gruppe von Personen benutzt, die gemeinsam unter Tage nach Bodenschätzen suchten. Jedes Mitglied der Gesellschaft musste einen entsprechenden Beitrag entrichten. Mit ihrer Einlage in die bergrechtliche Gewerkschaft bezahlten die Beteiligten die Zeche, was heute noch als umgangssprachlicher Ausdruck für das Bezahlen einer Rechnung verwendet wird. Von der Bezeichnung der Genossenschaft ist der Begriff Zeche zunächst auf die Bezeichnung deren Besitzes übertragen worden. Man unterschied dabei zwischen von Eigenlehnern betriebenen Eigenlehnerzechen und von Gewerken betriebenen Gewerkenzechen. Allerdings wurde der Begriff Zeche hier zunächst nur für die größeren gewerkschaftlichen Bergwerke verwendet. Später wurde der Begriff Zeche insbesondere im Steinkohlenbergbau im Ruhrgebiet synonym zu „Bergwerk“ benutzt, wo dem Namen des Bergwerkes das Wort „Zeche“ vorangestellt wird. So wurden hier alle Steinkohlenbergwerke, mit Ausnahme der großen Bergwerke, die von mehreren Bergbaugesellschaften betrieben wurden, unter dem Namen Zeche zusammengefasst. Im Freiberger Revier, wo Erze gefördert wurden, existiert im obigen Sinne das Lehr- und Forschungsbergwerk „Reiche Zeche“ und „Alte Elisabeth“. Die Verwendung des Namenszusatzes Zeche war bei der Konsolidation von Bergwerken auch dann möglich, wenn nicht beide Bergwerke diesen Namenszusatz hatten. In Österreich wurde der Begriff Zeche nicht für das ganze Bergwerk verwendet, sondern nur für die einzelnen Abbauorte, die mit maximal drei Bergleuten belegt waren. Durch die Kombination des Wortes Zeche mit anderen Worten entstanden neue Begriffe. So war z. B. das Zechenhaus ein Lagerraum für die geförderten Erze und das bergmännische Werkzeug. Das Zechenbuch war ein vom Bergamt geführtes Buch, das zur Eintragung der vom Revierbeamten getroffenen bergpolizeilichen Anordnungen diente. Der Zechenhafen war ein Verladehafen für die von den jeweiligen Zechen geförderten Steinkohlen. Gegen Ende der 1950er Jahre begann im Steinkohlenbergbau die Kohlenkrise, die letztendlich zu dem führte, was als Zechensterben bekannt ist. Zu unterscheiden ist die Zeche im ehemaligen sächsisch-thüringischen Uranbergbau der SAG Wismut, wo sie eine Anlage bezeichnet, in der Erze zerkleinert, radiologisch beprobt, sortiert und lieferfertig verpackt wurden.